# Kasi Nayinar Pararacacekaran
Kasi Nayinar Pararacacekaran, (tamoul : நயினார் பரராஜசேகரன்; meurt en 1570), est un roi du royaume de Jaffna, dans l'actuel Sri Lanka. Il fait partie de la dynastie Ârya Chakravarti. 

## Biographie
Il succéda à la période de chaos ayant suivi le règne de Cankili I et qui destitua Puviraja Pandaram. Il régna de 1565 à 1670, il succéda à Puviraja Pandaram et son successeur fut Periyapillai.